# Du thuyền

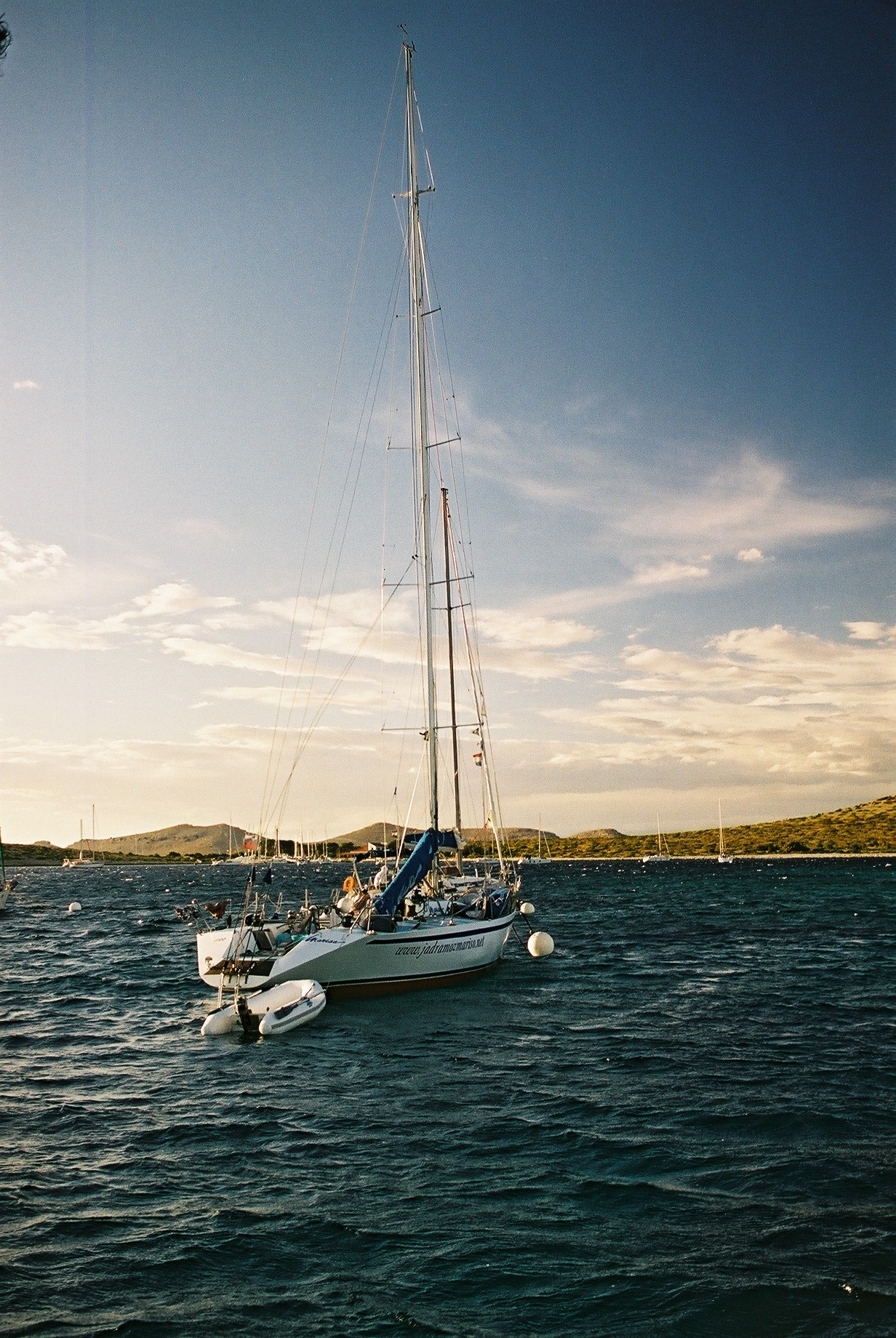
Một chiếc du thuyền buồm nhỏ

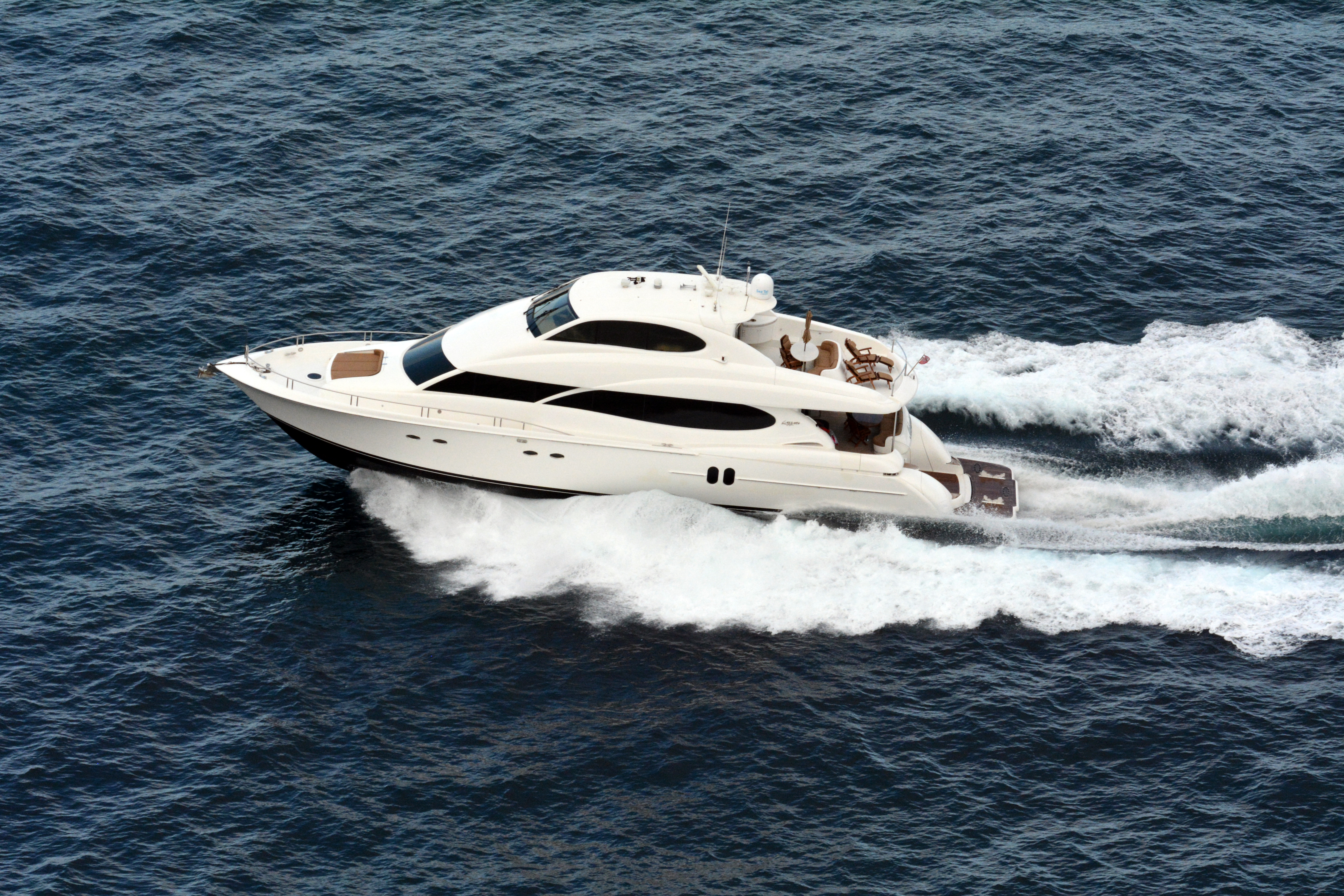
Du thuyền "Lazzara" 80' "Alchemist" trên bờ biển California

Du thuyền là thuyền hoặc tàu cỡ nhỏ được sử dụng cho thú vui, giải trí hoặc thể thao. Du thuyền thường có hai loại chính, một loại chạy bằng buồm và một loại chạy bằng động cơ. Du thuyền khác với các loại tàu bè khác chủ yếu là mục đích sử dụng phục vụ cho giải trí của nó, nhiều du thuyền được trang bị xa xỉ và dành cho những chủ nhân giàu có và do đó nó có giá khá đắt. Chỉ đến khi có tàu hơi nước và các loại tàu gắn động cơ thì thuyền buồm nhìn chung mới trở thành loại du thuyền xa hoa. Tuy nhiên, kể từ khi mức độ xa xỉ của các du thuyền lớn hơn có xu hướng tăng lên thì du thuyền được dùng để chỉ thuyền buồm đua hoặc du thuyền đi dạo biển.
Du thuyền thường có kích thước dài từ 36–40 foot (11–12 m) cho đến hàng trăm foot. Trong số hơn 15.000 du thuyền còn tồn tại vào năm 2020, hơn 7.000 chiếc dài trên 20 mét (66 ft). Một siêu du thuyền thường đề cập đến bất kỳ du thuyền nào (chèo hoặc có động cơ) dài trên 40 m (131 ft).

## Lịch sử

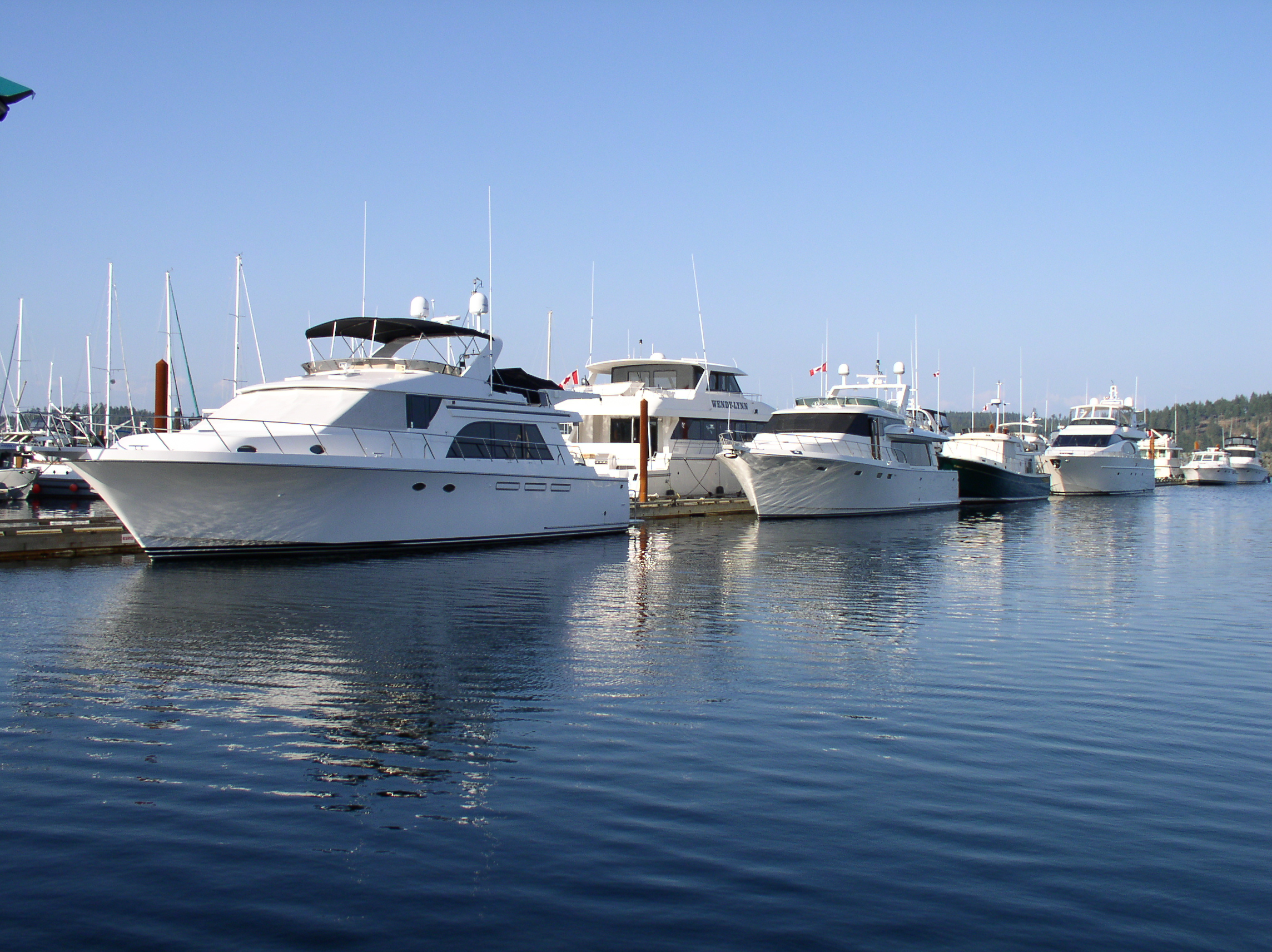
Du thuyền động cơ

Một du thuyền là một chiếc thuyền hoặc tàu được dùng để giải trí. Thuật ngữ này bắt nguồn từ một từ trong tiếng Hà Lan cũ "jaght", xuất phát từ tiếng Đức miền trung thấp "jacht", là viết tắt của "jachtschip", có nghĩa là "tàu săn" [iat] (ya't), và ban đầu được định nghĩa là một chiếc thuyền buồm nhẹ và nhanh được sử dụng bởi Hải quân Hà Lan để theo đuổi cướp biển và những kẻ phạm pháp khác xung quanh vào vùng nước cạn của nước này. Sau khi Charles II của Anh lựa chọn nó làm con tàu để mang ông ta về Anh từ Hà Lan khi ông được phục hồi ngôi vua vào năm 1660, nó đã được sử dụng làm một tàu để chuyển tải những nhân vật quan trọng.
Sau này, từ yatcht dùng để chỉ một phạm vi tàu bè rộng hơn, phần lớn là tàu bè sử dụng riêng (nghĩa là không phải dùng đển chuyên chở thương mại hàng hóa hay hành khách), được đẩy bằng buồm, động cơ hoặc cả hai và được dùng để đua thuyền hay dạo vòng quanh biển.